# 豊川 (大仙市)
豊川（とよかわ）は、秋田県大仙市の大字。郵便番号014-0711。本項では同地域にかつて存在した仙北郡豊川村（とよかわむら）についても記す。

## 地理
大仙市北東部、田沢湖線鶯野駅の東方に位置する。東で栗沢・豊岡、西で北長野・上鶯野、南で清水・太田町国見・太田町斉内、北で仙北市角館町薗田と隣接する。秋田県道11号角館六郷線が縦断、秋田県道306号豊岡長野線が横断する。

### 河川
- 斉内川

## 歴史

### 沿革
- 1889年（明治22年）4月1日 - 町村制の施行により、豊受村、田川村、八幡林村、長谷川村、東長野村の区域をもって発足。
- 1955年（昭和30年）3月31日 - 長野町・清水村・豊岡村と合併して中仙町が発足。同日豊川村廃止。
- 2005年（平成17年）3月22日 - 中仙町が大曲市・神岡町・西仙北町・協和町・南外村・仙北町・太田町と合併して大仙市が発足。

## 交通

### 鉄道路線
区域内に駅は所在しないが、田沢湖線鶯野駅が至近に所在する。

### 道路
- 秋田県道11号角館六郷線
- 秋田県道306号豊岡長野線

## 施設
- 大仙市立豊川小学校